# Ashburn (Virginia)
Ashburn es un lugar designado por el censo situado en el condado de Loudoun, Virginia (Estados Unidos). Según el censo de 2010 tenía una población de 43 511 habitantes. Se encuentra a 48 kilómetros al noroeste de Washington D. C., y forma parte del Área metropolitana de Washington D. C.

## Demografía
Según el censo de 2010, Ashburn tenía una población en la que el 70% eran blancos; el 7,9% afroamericanos; el 0,3% eran indios americanos y nativos de Alaska; el 15% eran asiáticos; el 0,1% hawaianos y otros isleños del Pacífico; el 2,9% de otra raza, y el 3,9% a partir de dos o más razas. El 9,8% del total de la población eran hispanos o latinos de cualquier raza.

## Economía
Ashburn alberga varias empresas de tecnología. Desde 2013 en el lugar está el centro de datos principal de los sitios de la Fundación Wikimedia.